# Lista monumentelor istorice din județul Sibiu - O

Simbol pentru monumentele istorice

Lista monumentelor istorice din județul Sibiu - O cuprinde monumentele istorice înscrise în Patrimoniul cultural național al României și aflate în localități ce încep cu litera O din județul Sibiu.
Lista completă este menținută și actualizată periodic de către Ministerul Culturii, Cultelor și Patrimoniului Național din România, prin intermediul Institutului Național al Patrimoniului, ultima versiune datând din 2015. Această listă cuprinde și actualizările ulterioare, realizate prin ordin al ministrului culturii.
| Cod LMI                               | Denumire                                                                   | Localitate              | Localizare                                                                           | Datare, Creatori                              | Imagine               | Erori             |
| ------------------------------------- | -------------------------------------------------------------------------- | ----------------------- | ------------------------------------------------------------------------------------ | --------------------------------------------- | --------------------- | ----------------- |
| SB-I-s-B-11976 (RAN: 143860.01)       | Așezare                                                                    | oraș Ocna Sibiului      | La 5 km N de oraș                                                                    | sec. I a. Chr.-I p. Chr., Cultura geto-dacică | Încarcă foto \| video | Raportează eroare |
| SB-I-s-B-11977 (RAN: 143860.02)       | Așezare                                                                    | oraș Ocna Sibiului      | Intravilan                                                                           | sec. II - IV p. Chr.                          | Încarcă foto \| video | Raportează eroare |
| SB-I-s-B-11978 (RAN: 143860.03)       | Așezare                                                                    | oraș Ocna Sibiului      | „Zmițe”, la 5 km E de oraș                                                           | sec. II - III p. Chr.                         | Încarcă foto \| video | Raportează eroare |
| SB-I-s-B-11979 (RAN: 143860.04)       | Situl arheologic de la Ocna Sibiului                                       | oraș Ocna Sibiului      | „Rocoteciu”                                                                          | sec. I a. Chr.-I p. Chr.                      | Încarcă foto \| video | Raportează eroare |
| SB-I-m-B-11979.01 (RAN: 143860.04.02) | Urme de locuire                                                            | oraș Ocna Sibiului      | „Rocoteciu”, lângă Băi                                                               | sec. VIII - IX                                | Încarcă foto \| video | Raportează eroare |
| SB-I-m-B-11979.02 (RAN: 143860.04.01) | Așezare                                                                    | oraș Ocna Sibiului      | „Rocoteciu”, lângă Băi                                                               | sec. I a. Chr.-I p. Chr., Cultura geto-dacică | Încarcă foto \| video | Raportează eroare |
| SB-I-s-B-11980 (RAN: 143860.05)       | Castru roman de marș de la Ocna Sibiului                                   | oraș Ocna Sibiului      | „Drumul Topârcii” 45.86666°N 24.01666°E                                              | sec. II p. Chr.                               | Încarcă foto \| video | Raportează eroare |
| SB-I-s-B-11981 (RAN: 143860.06)       | Așezare                                                                    | oraș Ocna Sibiului      | „Platoul Triguri”, lângă oraș                                                        | Epoca bronzului, Cultura Wietenberg           | Încarcă foto \| video | Raportează eroare |
| SB-I-s-B-11982 (RAN: 143860.07)       | Așezare                                                                    | oraș Ocna Sibiului      | „Fața vacilor”                                                                       | Neolitic                                      | Încarcă foto \| video | Raportează eroare |
| SB-I-s-A-11983 (RAN: 145211.01)       | Situl arheologic de la Orlat, punct „Cetatea Scurtă”                       | sat Orlat; comuna Orlat | „Cetatea Scurtă” la V de localitate și la N de DJ Orlat - Sibiel 45.7631°N 23.9447°E |                                               |                       | Raportează eroare |
| SB-I-m-A-11983.01 (RAN: 145211.01.03) | Fortificație                                                               | sat Orlat; comuna Orlat | „Cetatea Scurtă” la V de localitate și la N de DJ Orlat - Sibiel                     | sec. XII                                      | Încarcă foto \| video | Raportează eroare |
| SB-I-m-A-11983.02                     | Așezare                                                                    | sat Orlat; comuna Orlat | „Cetatea Scurtă” la V de localitate și la N de DJ Orlat - Sibiel                     | sec. II - III p. Chr.                         | Încarcă foto \| video | Raportează eroare |
| SB-I-m-A-11983.03 (RAN: 145211.01.01) | Așezare                                                                    | sat Orlat; comuna Orlat | „Cetatea Scurtă” la V de localitate și la N de DJ Orlat - Sibiel                     | Epoca bronzului                               | Încarcă foto \| video | Raportează eroare |
| SB-I-s-B-11984 (RAN: 145211.02)       | Situl arheologic de la Orlat, punct „La Zidu”                              | sat Orlat; comuna Orlat | „La Zidu”, pe înălțimea de lângă halta CFR                                           |                                               | Încarcă foto \| video | Raportează eroare |
| SB-I-m-B-11984.01 (RAN: 145211.02.02) | Fortificație cu val                                                        | sat Orlat; comuna Orlat | „La Zidu”, pe înălțimea de lângă halta CFR                                           | sec. XIII-XIV                                 | Încarcă foto \| video | Raportează eroare |
| SB-I-m-B-11984.02 (RAN: 145211.02.01) | Așezare                                                                    | sat Orlat; comuna Orlat | „La Zidu”, pe înălțimea de lângă halta CFR                                           | Epoca bronzului                               | Încarcă foto \| video | Raportează eroare |
| SB-II-m-A-12489                       | Pavilionul băilor                                                          | oraș Ocna Sibiului      | Str. Băilor 22                                                                       | 1907                                          |                       | Raportează eroare |
| SB-II-a-B-12490                       | Ansamblul bisericii „Schimbarea la Față”-Din Jos                           | oraș Ocna Sibiului      | Str. Bălcescu Nicolae 9                                                              | sf. sec. XVIII-înc. sec. XIX                  | Alte imagini          | Raportează eroare |
| SB-II-m-B-12490.01                    | Biserica „Schimbarea la Față”                                              | oraș Ocna Sibiului      | Str. Bălcescu Nicolae 9                                                              | 1790, 1805                                    | Încarcă foto \| video | Raportează eroare |
| SB-II-m-B-12490.02                    | Zid de incintă                                                             | oraș Ocna Sibiului      | Str. Bălcescu Nicolae 9                                                              | sec. XIX                                      | Încarcă foto \| video | Raportează eroare |
| SB-II-m-A-12491                       | Biserica „Sf. Arhanghelii Mihail și Gavriil” (Biserica lui Mihai Viteazul) | oraș Ocna Sibiului      | Str. Mihai Viteazul 82                                                               | cca. 1700                                     | Alte imagini          | Raportează eroare |
| SB-II-a-B-12492                       | Ansamblul bisericii „Sf. Ioan Botezătorul” - Din Sus                       | oraș Ocna Sibiului      | Str. Mihai Viteazul 90                                                               | sec. XVIII - XIX                              |                       | Raportează eroare |
| SB-II-m-B-12492.01                    | Biserica „Sf. Ioan Botezătorul”-Din Sus                                    | oraș Ocna Sibiului      | Str. Mihai Viteazul 90                                                               | sec. XVIII,1810                               |                       | Raportează eroare |
| SB-II-m-B-12492.02                    | Poartă                                                                     | oraș Ocna Sibiului      | Str. Mihai Viteazul 90                                                               | sec. XIX                                      | Încarcă foto \| video | Raportează eroare |
| SB-II-a-A-12493                       | Ansamblul bisericii evanghelice                                            | oraș Ocna Sibiului      | Str. Petöfi Sándor 1 45.88°N 24.0536°E                                               | înc. sec. XIII - sec. XV                      | Alte imagini          | Raportează eroare |
| SB-II-m-A-12493.01                    | Biserica evanghelică                                                       | oraș Ocna Sibiului      | Str. Petöfi Sándor 1                                                                 | înc. sec. XIII - sec. XV                      | Încarcă foto \| video | Raportează eroare |
| SB-II-m-A-12493.02                    | Zid de incintă                                                             | oraș Ocna Sibiului      | Str. Petöfi Sándor 1                                                                 | sec. XV                                       | Încarcă foto \| video | Raportează eroare |
| SB-II-m-B-12488                       | Biserica romano-catolică                                                   | oraș Ocna Sibiului      | Str. Trecătoarei 3 45.88015°N 24.05749°E                                             | 1765 - 1800                                   | Alte imagini          | Raportează eroare |
| SB-II-m-B-12494                       | Casă de lemn                                                               | sat Orlat; comuna Orlat | 422                                                                                  | 1852                                          | Încarcă foto \| video | Raportează eroare |
| SB-II-m-B-12495                       | Casă de lemn                                                               | sat Orlat; comuna Orlat | 472                                                                                  | sec. XIX                                      | Încarcă foto \| video | Raportează eroare |
| SB-II-m-B-12496 (RAN: 145211.05)      | Biserica „Sf. Nicolae”                                                     | sat Orlat; comuna Orlat | Str. Câmpușorului 542 45.75467°N 23.9684°E                                           | 1794                                          | Alte imagini          | Raportează eroare |
| SB-II-a-B-12497 (RAN: 145211.04)      | Ansamblul fostului sediu al Comandamentului Grăniceresc, azi muzeu         | sat Orlat; comuna Orlat | Str. Grănicerilor 115, 194, 196, 197                                                 | 1763, transf. sec. XX                         |                       | Raportează eroare |